# 丁乃今
丁乃今（1953年5月9日—），男，汉族，中华人民共和国政治人物，曾任鸡西市人民政府市长，中共鸡西市委书记，第九届全国人大代表。因受贿、行贿、巨额财产来源不明、非法持枪罪被判死缓。